# 三炮台

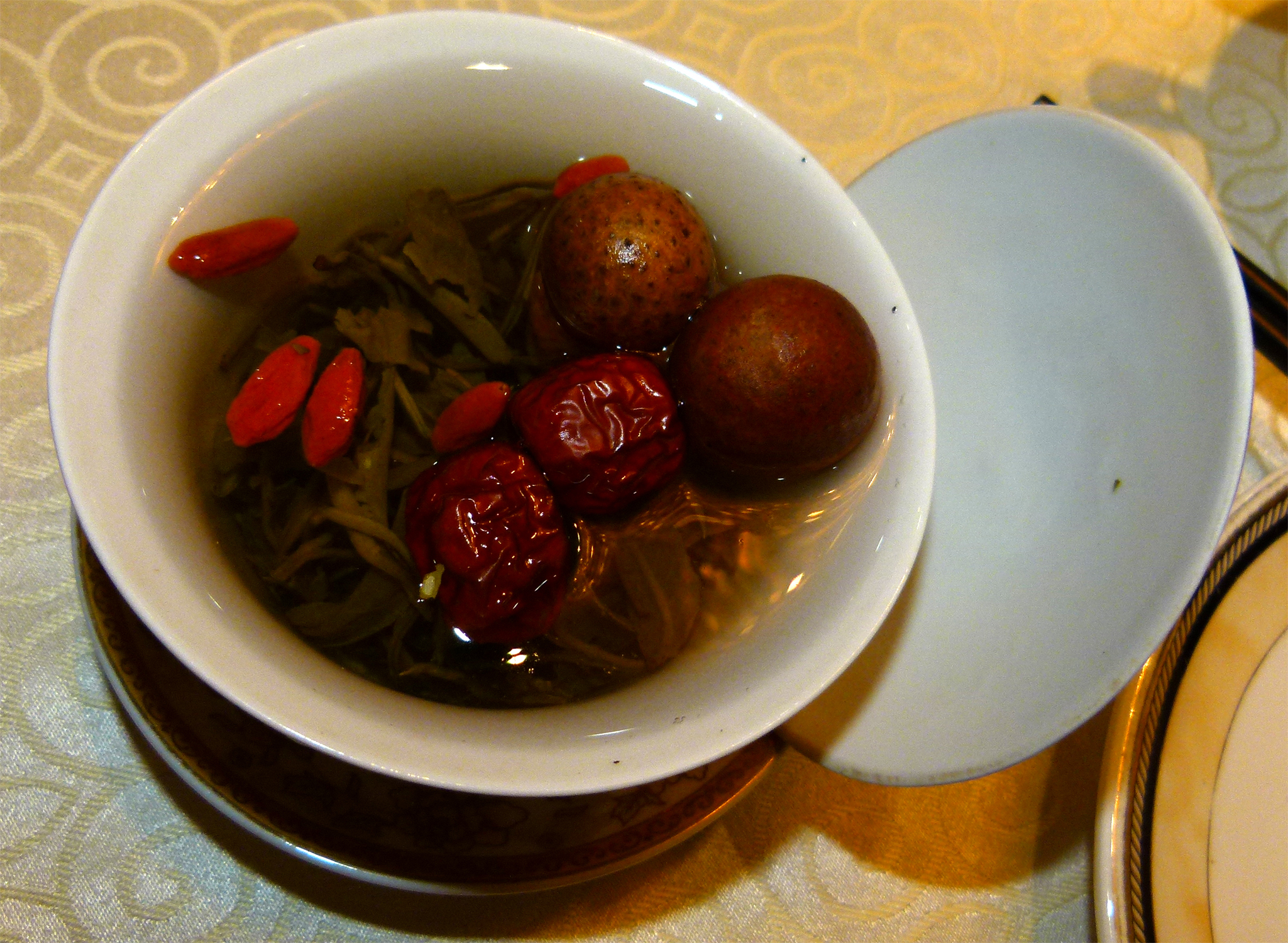
兰州三炮台

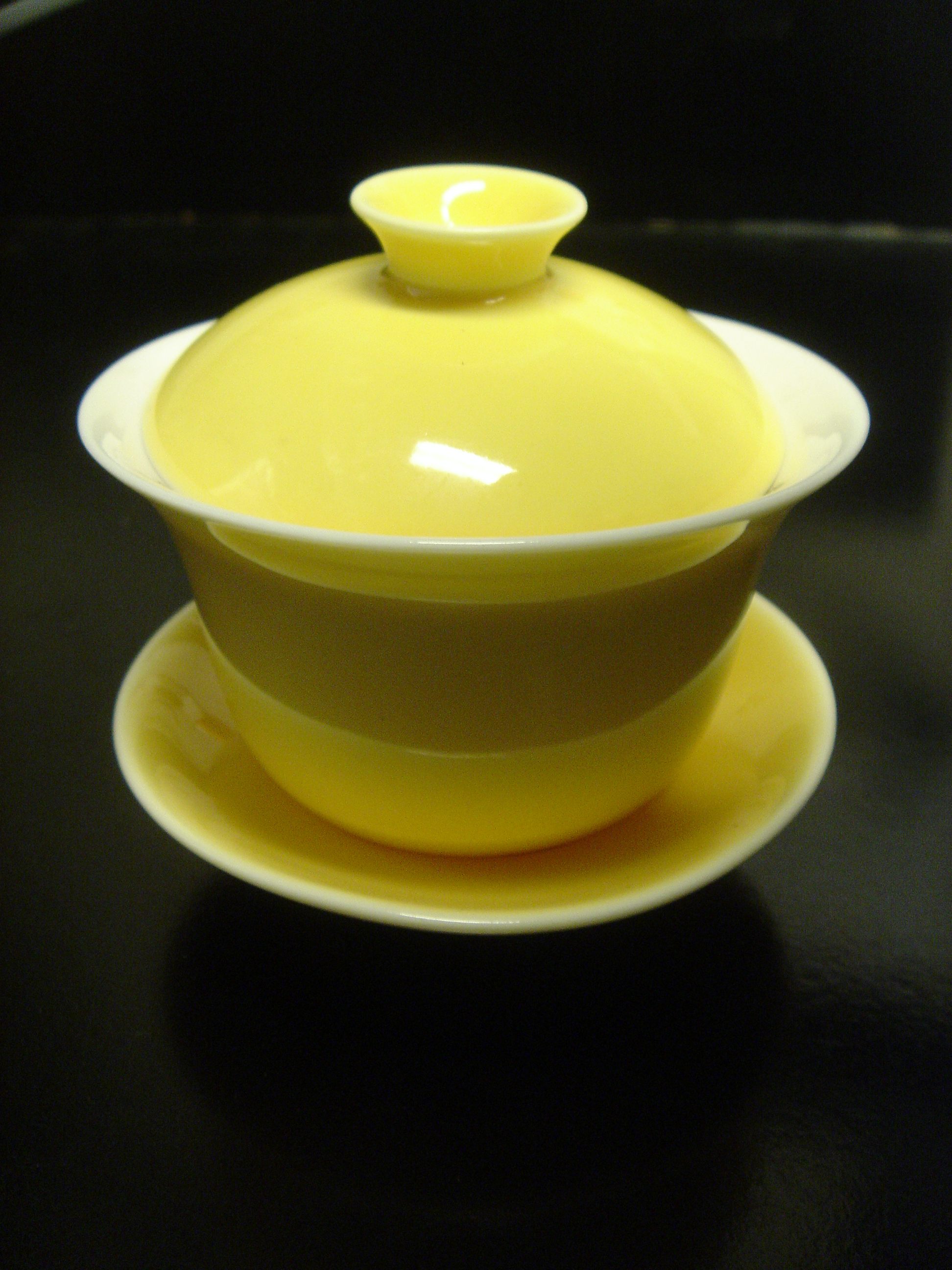
黄瓷盖碗

三炮台是一种茶具的名称，也称盖碗、三台碗子、碗子。从下至上由衬碟、喇叭口茶碗及盖碗三件茶具组成，故而称“三炮台”，亦称“三头马”、“三才盖碗”等。
以此种茶具所泡制的加糖的三香茶、八宝茶等也称盖碗茶，亦称之为三炮台，里面一般加入茶叶、冰糖、桂圆，以及葡萄干、杏脯等。三炮台是中国西北地区，特别是回族、东乡族、撒拉族等的传统待客饮料。费孝通认为是以前从汉区引进，因为瓷器及桂圆均需从南方贩运。